# Hugo Preuss
Hugo Preuss (Berlino, 28 ottobre 1860 – Berlino, 9 ottobre 1925) è stato un politico e giurista tedesco.

## Biografia
Cresciuto in una famiglia ebraica, visse a Berlino Ovest per tutta la vita. Studiò diritto, storia e filosofia nella sua città natale e ad Heidelberg. Dopo gli studi di dottorato intraprese la carriera universitaria e si unì ai socialdemocratici, per i quali fu consigliere comunale a Berlino.
Nel 1906 pubblicò Entwicklungsgeschichte des deutschen Städtewesens ("Storia dello sviluppo delle città tedesche"), un'opera che contribuì a definirlo "il più noto, anche se non controverso, teorico e scienziato dell'autogoverno locale". Con Rudolf von Gneist condivideva l'idea che la libertà fosse assicurata più dall'amministrazione che dalla costituzione e che l'autogoverno fosse quindi la spina dorsale dello Stato, tuttavia accoglieva favorevolmente la partecipazione volontaria dei cittadini all'amministrazione statale, a differenza del primo. Secondo Preuss, la costruzione dello stato come personalità complessiva giustificava l'ulteriore sviluppo dello stato costituzionale liberale in uno stato democratico. Durante la prima guerra mondiale sostenne la trasformazione dello "Stato autoritario" in uno "Stato popolare", un tema ampiamente trattato nell'opera Das deutsche Volk und die Politik.
Dopo la rivoluzione di novembre contribuì a redigere la nuova costituzione della Repubblica di Weimar e fu anche Ministro degli Interni e Commissario del Reich. Non riuscì a riorganizzare i vari territori come più preferiva per via dell'opposizione dei nuovi governi statali e non venne attuata nemmeno la costituzionalizzazione dei diritti fondamentali da lui auspicata, che sarebbe dovuta essere limitata a tre articoli costituzionali contenenti solo i classici diritti di libertà.
Credeva che per arginare ogni pericolo di totalitarismo fosse necessario risolvere un conflitto tra governo e parlamento facendo appello al popolo, diffidando dei partiti che si erano accaniti contro il sistema costituzionale. A tal proposito pubblicò l'articolo Die Improvisierung des Parlamentarismus il 26 ottobre 1918. Negli ultimi anni contribuì a fondare il Partito Democratico Tedesco e fu membro del Reichstag dal 1919 al 1920.

## Opere
- Gemeinde, Staat, Reich als Gebietskörperschaften, Berlino 1889
- Die Entwicklung des deutschen Städtewesens, Lipsia 1906
- Zur preussischen Verwaltungsreform, 1910
- Das deutsche Volk und die Politik, Jena 1915
- Deutschlands republikan. Reichsverfassung, Berlino 1920
- Der deutsche Nationalstaat, Francoforte s. M. 1924